# کامرون بوچیا توماس
کامرون بوچیا توماس (انگلیسی: Cam Thomas؛ زادهٔ ۱۳ اکتبر ۲۰۰۱) بازیکن بسکتبال اهل ایالات متحده آمریکا است.